# Bulyovszky Mihály
Duliczi Bulyovszky Mihály (? – Durlach, (ma Karlsruhe része) 1711 vagy 1712) teológus, bölcsész, jogász és zenész.

## Élete
Dulicz-i, azaz gyulafalvai nemesi családból származott, duliczi Bulyovszky Ferenc Nógrád vármegyei alispán testvére volt. Iskoláit hazájában végezte, azután német akadémiákra ment, különösen a wittenbergi, tübingeni és strassburgi egyetemeket látogatta; a teológiai, a matematikai és a bölcseleti tudományokban képezte ki magát, emellett költő és zeneértő is volt, jól játszott zongorán és orgonán. Beszélte a héber, ógörög, latin, magyar, német és cseh nyelveket. Előbb iskolaigazgató volt Durlachban, azután aligazgató Pforzheimban; 1692-ben iskolaigazgató Öhringenben, 1696-tól aligazgató és tanár Stuttgartban; majd ezt követően baden-durlachi egyházi tanácsos, a bölcselet tanára és igazgató Durlachban. „Ditsértetett mint jámbor Theologus, derék Jurista, éles eszű Philosophus, elmés Poéta, nagy Nyelvtudós, jeles Instrumentalista, 
's értelmes Mechanicus a' hangműszerek készítésében, a' mint ezeket mind írásai, mind valódi tettei által bebizonyitá.”
Vályi András Magyar Országnak leírásában Dulicz (Gyulafalva) településről írva megemlékezik róla: „a’ híres Bulyovszky Mihálynak itten lett születése, a’ ki azon kivül, hogy nagy musika túdó volt, egy spinét forma musikát talált fél, és LEOPOLD TSÁSZÁR előtt magát ki mutatván általa, meg ajándékoztatott, munkát is hagyot vala az Orgonának jobbítása felől maga után.”

## Munkái
- De emendatione organorum oder Kurze Vorstellung des Orgelwerks. Strassburg, 1680. (Latin és német szöveggel.)
- Hohenloici Gymnasii Rector Michael Bulyowszky, De Dulycz, Seu Gyulafalva Professor Philosophiae Et Inclyti Hungariae Comitatus Neogradiensis ... Lectori Benevolo S. P. D. 1692.[4]
- Hohenloici gymnasii Hodegus Calendariographus. Oeringae, 1693.
- Hohenloici Gymnasii Rector Michael Bulyowsky de Dulycz, Prof. Philos. Incl. Regn. Hung. Comit. Neogr. & Turoc. Adsess. Lectori Benevolo S. P. D. 1694.[5]
- Speculum librorum politicoum Justi Lipssi, Durlaci, 1705.
- Illustris Gymnasii Dvrlacensis Pro-Rector, Professores Publlici & Praeceptores Classici Lecturis S. P. / Prorector Michael Bulyovszky 1706.[6]
- Justa Pietatis Solennia Quae Viro ... Michaeli Bulyovvszky : de Dulycz III. Gymn. Durl. Pro-Rect. ... Cum is ab Serenissimo Principe ... Friderico Magno, Marchione Badensi & Hochbergensi ... Inter Consiliarios Ecclesiasticos ... referretur ... Solvebat ... / efferebat Illustre Gymnasium Durlacense 1706.[7]
- Monarchiae, quae memoriae iuvandae gratia in 8 areolas figura circulari insertis ubique praecipuarum historiarium, et imperantium nominibus in una phylura patente sunt distinctae…
- Tastatura quinque formis panharmonico metathetica. Durlach, 1711.
- Justa, Justa : Quae in funere ... Domini Michaelis Bulyowskj de Dulycz, seu Gyulafalva ... Gymnasii Durlacensis Pro-Rectoris ... beate defuncti ... exhibere voluit, debuit Illustre Gymnasium Durlacense / Interprete Joan. Caspare Malschio 1712.[8]